# Brianna Keilar
Brianna Marie Keilar (Camberra, 21 de setembro de 1980) é uma jornalista estadunidense nascida na Austrália. Ela é comentarista política e âncora da CNN em Washington D.C. Anteriormente, trabalhou como correspondente na Casa Branca.

## Carreira
Keilar começou sua carreira em Yakima, Washington, na KIMA-TV, afiliada da CBS. Ela também foi co-apresentadora do programa matinal Billy, Blue and Brianna, too: The Morning Zoo na rádio KFFM. Ela então se mudou para a CBS News, onde serviu como âncora, repórter e produtora de um noticiário da CBS que foi ao ar na mtvU, uma rede universitária da MTV. Ela também foi âncora substituta no noticiário noturno da CBS News, Up to the Minute, e repórter da edição de fim de semana do CBS Evening News. Da CBS, Keilar ingressou na CNN como correspondente da CNN Newsource.

## Vida pessoal
Keilar se casou com Dave French em 2 de maio de 2009.  Eles se divorciaram mais tarde. Em julho de 2016, ela anunciou que estava noiva de Fernando Lujan, um Boina Verde das Forças Especiais do Exército. Ela deu à luz um menino em 8 de junho de 2018.